# Східнонімецько-ізраїльські відносини
Держава Ізраїль та Німецька Демократична Республіка ніколи не мали офіційних дипломатичних відносин протягом майже сорока років існування останньої. Навіть після падіння Берлінського муру посли не обмінювалися. Офіційна політика Східної Німеччини наголошувала на необхідності розмежування між євреями та ізраїльською державою. Цей підхід, що походить від теорій Маркса і Леніна про націоналізм, класову боротьбу і «непримиренну боротьбу між соціалізмом та імперіалізмом», також слугував для протидії звинуваченням в антисемітизмі. У цьому контексті заперечувався особливий зв'язок чи відповідальність німецького народу перед єврейською державою. Відносини можна розділити на три періоди: позитивний нейтралітет (1948—1956), конфронтація (1956—1985) і рух до зближення (1986—1990).

## Історія

### Позитивний нейтралітет
Соціалістична єдина партія Німеччини (відома за німецькими ініціалами SED), східнонімецька комуністична партія, вітала рішення Організації Об'єднаних Націй 1947 року про поділ Палестини на арабську та єврейську держави. У спеціальній заяві Центрального комітету СЄПН на початку 1948 року говорилося наступне: «Ми вважаємо створення єврейської держави важливим внеском, який дозволить тисячам людей, які сильно постраждали від гітлерівського фашизму, побудувати нове життя». Член Політбюро Пауль Меркер писав 24 лютого 1948 року в газеті «Нойес Дойчланд»: «Єврейське населення користується симпатією і активною допомогою всіх прогресивних сил. Особливо демократичні сили в Німеччині змушені демонструвати свою симпатію і готовність допомогти».

### Погіршення
Згідно з німецьким перекладом повного зібрання творів Сталіна «Stalin-Werke», опублікованим у Східному Берліні в 1950 році, сіонізм був "реакційним націоналістичним рухом, який мав своїх прихильників серед єврейської буржуазії, інтелектуальної еліти та відсталих верств єврейської маси трудящих. Сіоністи прагнули до ізоляції єврейської маси робітників від колективної боротьби пролетаріату.
Але була й інша, більш міжнародна, безпосередня причина антисіоністського курсу, який східнонімецький уряд взяв на початку 1950-х років — звинувачення проти провідного чехословацького партійного функціонера Рудольфа Сланського. У 1952 році Сланського та його так звану «групу» звинуватили у «сіоністській змові». 20 грудня 1952 року Центральний комітет СЕПН проголосив «уроки судового процесу над групою змовників навколо Сланського». У цій прокламації Центральний комітет зробив наступну заяву:
Плаваючи під єврейським націоналістичним прапором, маскуючись під сіоністські організації та дипломатів американського васального уряду Ізраїлю, ці американські агенти займалися своїм ремеслом. З "Плану Моргентау-Ачесона", який був розкритий під час судового процесу в Празі, безпомилково випливає, що американський імперіалізм організовує і підтримує свою шпигунську і диверсійну діяльність в народних республіках через Державу Ізраїль за сприяння
сіоністських організацій
Після смерті Сталіна ізраїльський уряд виявив певний інтерес до встановлення нормальних відносин зі Східним блоком. Що стосується Східної Німеччини, то не лише невирішене німецьке питання — існування двох німецьких держав як членів Східного та Західного союзів — перешкоджало позитивному підходу, але й відмова SED вести переговори з єврейськими та ізраїльськими представниками про репарації. Двосторонні переговори відбувалися в Москві з 1954 по 1956 рік. Протягом цього часу всі переговори були тісно пов'язані з питанням матеріальної компенсації приватним особам за нацистські злочини, скоєні проти євреїв — питанням, яке також обговорювалося у зв'язку з Люксембурзькою угодою. У внутрішньому звіті Міністерства закордонних справ НДР у січні 1963 року зазначалося: «Відносно добрі відносини з деякими арабськими державами не повинні погіршуватися прагненням встановити офіційні відносини з Ізраїлем на нинішньому етапі боротьби за міжнародне визнання НДР».

### Протистояння
З кінця 1950-х років ставлення керівництва НДР до близькосхідного конфлікту та палестинського питання ставало дедалі більш проарабським та антиізраїльським. Ця зміна стала особливо очевидною під час Суецької війни, Шестиденної війни, війни Судного дня та Ліванської війни. Після Шестиденної війни всі країни Східного блоку, за винятком Румунії, розірвали дипломатичні відносини з Ізраїлем. Їхня позиція сильно вплинула на підхід східнонімецького уряду до Ізраїлю. НДР засудила «імперіалістичну агресію Ізраїлю» і звинуватила «США і Західну Німеччину в пособництві агресору». Резолюції з'їздів СЄПН і комюніке, підписані східнонімецькими чиновниками, підкреслювали «тверду солідарність НДР з арабськими державами в антиімперіалістичній боротьбі, особливо у відбитті ізраїльської агресії та подоланні її наслідків». У 1968 році Симон Візенталь заявив, що служба новин НДР була набагато більш антиізраїльською, ніж в інших комуністичних країнах. 14 липня 1967 року в газеті Berliner Zeitung з'явилася карикатура, на якій був зображений Моше Даян, що летить, з простягнутими руками в бік Гази та Єрусалиму. Поруч з ним стояв Адольф Гітлер у стані глибокого розкладання. Він підбадьорював Даяна словами: «Продовжуйте, колего Даян!»
З початку 1970-х років Східна Німеччина співпрацювала з арабськими країнами та Організацією визволення Палестини на військовому рівні. Військові радники та радники з питань безпеки були особливо активними в Лівії, Сирії та Південному Ємені. ОВП відігравала важливу роль у всіх східнонімецьких політичних стратегіях щодо Близького Сходу. Перша офіційна угода між СЄПН і ООП була підписана під час візиту Ясіра Арафата до Східного Берліна в серпні 1973 року. Угода передбачала відкриття представництва ООП у Східному Берліні — першого представництва у Східній Європі. Крім того, було домовлено про постачання «нецивільних товарів» для ООП.
У внутрішньому документі Державного секретаріату у справах церкви, складеному в 1972 році, сіонізм визначався як «реакційно-націоналістична ідеологія єврейської великої буржуазії», а також як «реакційна ідеологія єврейської великої буржуазії».
Тісна співпраця між Східною Німеччиною та ООП була однією з причин, чому Ізраїль заперечував проти вступу НДР до ООН у 1973 році. Посол Ізраїлю в ООН Йосеф Текоа заявив на Генеральній Асамблеї 18 вересня 1973 року, що «Ізраїль з жалем і огидою відзначає, що інша німецька держава (НДР) ігнорувала і продовжує ігнорувати історичну відповідальність Німеччини за Голокост і моральні зобов'язання, що випливають з неї. Вона посилила серйозність такого ставлення, надаючи підтримку і практичну допомогу кампанії насильства і вбивств, що ведеться проти Ізраїлю і єврейського народу арабськими терористичними організаціями».
Під час війни Судного дня Східна Німеччина поставила Сирії 75 000 гранат, 30 000 мін, 62 танки та 12 винищувачів.
У 1975 році Східна Німеччина проголосувала за резолюцію ООН, яка засуджувала сіонізм як форму расизму та расової дискримінації. Це було поширено східнонімецькими ЗМІ, а профспілка вчителів Deutsche Lehrezeitung стверджувала, що «між сіонізмом і фашизмом є спільна ідеологічна платформа — це расизм. Це расизм», а також статті, що засуджують «агресивний і шовіністичний сіонізм».
Офіційна антиізраїльська зовнішня політика продовжувалася і в 1980-х роках: Вторгнення Ізраїлю до Лівану в 1982 році було засуджене урядом як п'ята війна Ізраїлю проти арабських держав. Цьому сприяла Національна народна армія, яка в серпні 1982 року опублікувала розлогу статтю, в якій порівнювала ізраїльську агресію проти палестинського та ліванського народів зі злочинами німецького нацизму у Другій світовій війні та американського імперіалізму проти В'єтнаму.
Німецька Демократична Республіка визнала державу Палестина 18 листопада 1988 року, але пізніше вона об'єдналася з Федеративною Республікою Німеччина, і нинішній уряд її не визнає.
У 1991 році в інтерв'ю Джеку Келеру обурений Симон Візенталь розповів про те, що він дізнався після мирної революції 1989 року і об'єднання Німеччини, про те, як його розслідування полювання на нацистів таємно і неодноразово гальмувалося Штазі і урядом Східної Німеччини, який Візенталь звинувачував у тому, що він був «найбільш антисемітським і антиізраїльським в усьому Східному блоці». Візенталь пояснював: «Вони нічого не зробили, щоб допомогти Заходу в розшуку нацистських військових злочинців, вони ігнорували всі запити західнонімецьких судових органів про допомогу. Ми щойно виявили стелажі з файлами на нацистів, що тягнуться на чотири милі. Тепер ми також знаємо, як Штазі використовувала ці файли. Вони шантажували нацистських злочинців, які після війни втекли за кордон, щоб ті шпигували для них».

## Репарації
Перша стаття в Neues Deutschland, яка відреагувала на угоду про репарації, була опублікована лише через два місяці, через три дні після того, як були надруковані витяги з обвинувального висновку у справі Сланського. У статті під заголовком «Репарації — для кого?» йшлося про «угоду між могутніми західнонімецькими та ізраїльськими капіталістами». Лео Цукерман брав участь у кількох переговорах з ізраїльським консулом у Західній Німеччині доктором Еліягу Лівне. У грудні 1952 року він втік до Західного Берліна, заявивши, що його збираються заарештувати на підставі «сіоністської змови». Після смерті Сталіна в березні 1953 року Ізраїль сподівався домовитися з урядом НДР про репарації, але той відмовився.

## Подальше читання
- Herf, Jeffrey (2016). Undeclared Wars with Israel: East Germany and the West German Far Left, 1967–1989 (англ.). Cambridge University Press. ISBN 978-1-107-08986-0.